# Johann Friedrich Armand von Uffenbach
Johann Friedrich Armand von Uffenbach (1687-1769) est un architecte, juriste et érudit allemand, également librettiste et mélomane averti. 
Issu d'une riche famille de la bourgeoisie de Francfort, il occupa de hautes fonctions dans l'administration de la ville, fit partie du Conseil Municipal et devint en 1762 bourgmestre de Francfort.
Après des études à Giessen et Halle, il avait entrepris un voyage de deux ans en Europe, qui le mena en Suisse, en Italie (il y rencontra Antonio Vivaldi), en France et aux Pays-Bas, s'intéressant à de multiples disciplines scientifiques et artistiques, aux monuments : opéras, théâtres, églises, palais, visitant les bibliothèques, les expositions et collections d'œuvres d'art. Il rapporta de ce voyage une importantecollection de documents, livres, peintures, dessins, instruments de musique et scientifiques qui entrèrent après sa mort en possession de l'Université de Göttingen.
Son frère aîné Zacharias Conrad von Uffenbach (1683 – 1743) fut un bibliophile et collectionneur de manuscrits de renommée européenne. Sa bibliothèque rassemblait 40 000 livres et était une des plus importantes collections privées d'Allemagne.